# Batman Forever
Pour les articles homonymes, voir Batman (homonymie).
Série Batman (1989-1997)
Batman : Le Défi
(1992) Batman et Robin
(1997)
Pour plus de détails, voir Fiche technique et Distribution.
Batman Forever, ou Batman à jamais au Québec, est un film fantastique américano-britannique réalisé par Joel Schumacher, sorti en 1995.
Il s'agit du troisième film de la saga Batman, après Batman et Batman, le défi réalisés par Tim Burton, qui officie pour cet opus comme producteur.
Le film se déroule à Gotham City, où Double-Face affronte Batman, tandis que le docteur Chase Meridian s'intéresse au profil psychologique du Chevalier Noir. Un nouveau personnage va alors faire son apparition, l'Homme-Mystère. Toutefois, Batman pourra bientôt compter sur un nouvel allié pour affronter les deux supers-vilains.
Joel Schumacher propose ici un univers moderne, urbain et coloré aux accents punk, bien différent du style de Tim Burton, avec sa ville à l'architecture gothique et aux couleurs froides.
Le film reçoit des critiques moyennes, tout en récoltant 336,5 millions de dollars de recettes dans le monde pour un budget de 100 millions de dollars. Après ce succès, un 4e opus intitulé Batman et Robin sort en 1997.
Le premier single de la bande originale du film, Kiss from a Rose, du chanteur britannique Seal, est un succès en se classant à la 1re place des meilleures ventes de singles dans de nombreux pays, tout en se vendant à 8 millions d'exemplaires dans le monde. Il obtient trois récompenses dont le Grammy Award de l'enregistrement de l'année, le Grammy Award de la chanson de l'année et le Grammy Award du meilleur chanteur pop.

## Synopsis
Double-Face — l'alter ego maléfique de l'ancien procureur Harvey Dent  — détient des otages dans un coffre de banque à Gotham City. Batman arrive sur les lieux et parle avec le commissaire James Gordon quand ils sont interrompus par le Dr Chase Meridian, qui a un faible pour Batman. Celui-ci sauve alors les otages, mais est incapable de déjouer le vol.
Edward Nygma, travailleur humble de Wayne Enterprises, effectue des recherches non autorisées sur le contrôle du cerveau humain. Il a inventé un objet qui manipule les ondes cérébrales des gens par le biais des transferts de programmes de télévision directement dans leur esprit, ce qui leur donne l'impression qu'ils se trouvent « à l'intérieur du spectacle ». Quand Bruce Wayne arrive sur les lieux, Edward lui présente son invention et lui montre comment cela fonctionne. Cependant, quand il demande une réponse à son idée, Bruce lui rétorque que « cela soulève de trop nombreuses questions », car la manipulation des ondes cérébrales est dangereuse. Nygma proteste, mais Fred Stickley, un supérieur, lui dit qu'ils régleront cela plus tard. Devenu fou que tout son travail soit anéanti, Edward capture Stickley et démontre les capacités de son invention sur ce dernier et, ce faisant, il lui vole ses ondes cérébrales pour augmenter sa propre intelligence et littéralement déjouer Bruce. Nygma tue alors Stickley en le jetant de la tour Wayne et sabote les enregistrements de sécurité, faisant passer la mort de Stickley pour un suicide. Il laisse alors une énigme dans le bureau de Bruce.
Plus tard, Wayne et le Dr Meridian assistent à une représentation au cirque, durant laquelle les Flying Graysons donnent un numéro de trapèze sans filet. C'est l'occasion pour Double-Face de se montrer avec un plan machiavélique pour attirer Batman et savoir son identité secrète. Les vedettes du trapèze chutent à cause de Double-Face et le jeune Dick Grayson assiste, impuissant, à ce drame. Bruce Wayne décide alors de le ramener au Manoir Wayne. De son côté Edward Nygma adopte l'identité de l'Homme-Mystère. Il rend ensuite visite à Double-Face pour lui proposer un marché : il est prêt à l'aider à détruire Batman si Double Face l'aide à voler suffisamment d'argent pour fabriquer des centaines d'exemplaires de son invention et les mettre sur toutes les télévisions de la ville afin de voler la matière grise de tous les habitants de Gotham. Double-Face accepte, et le nouveau duo criminel se met à commettre des vols dans tout Gotham. Alors que Bruce continue de recevoir des énigmes, Nygma, avec l'argent volé avec Double-Face, crée une société du nom de NygmaTech afin de vendre son invention à Gotham afin d'accomplir son plan. Dick Grayson découvre le secret de Bruce et souhaite devenir son équipier afin de se venger de Double-Face, mais Bruce refuse.
Nygma donne un gala pour célébrer l'inauguration d'une amélioration à son invention qui permet de décrypter l'esprit humain, et s'en sert sur Bruce. Mais Double-Face (qui ne fait plus confiance à Edward Nygma) attaque le gala afin d'attirer et piéger Batman. ce dernier s'en sort avec l'aide de Dick habillé en Robin, mais refuse toujours d'en faire son coéquipier. Grâce à sa machine de décryptage, l'Homme-Mystère a découvert le secret de Bruce et attaque son manoir avec Double-Face, détruisant la Batcave, blessant Bruce et kidnappant le Dr Meridian, tout en laissant une nouvelle énigme sur leur passage. Bruce, après s’être réveillé, cherche la cachette de l'Homme-Mystère, persuadé que toutes les énigmes sont liées et le mèneront à lui. Après avoir analysé les énigmes, Bruce découvre que la solution est « Edward Nygma » : ayant découvert la véritable identité de l'Homme-Mystère, il sait également où le trouver : sur l’île métallique où se trouve le siège social de la NygmaTech.
Dick, qui a amélioré son costume de Robin avec l'aide d'Alfred, finit par avoir l'approbation de Bruce pour devenir son coéquipier, et le duo de héros se met en route pour la cachette de l'Homme-Mystère. Après avoir évité les pièges placés par Nygma, ils arrivent sur l'île et se séparent. Robin croise Double-Face et le bat : il veut le tuer pour venger ses parents, mais finalement décide de le capturer avant de se faire jouer par Double-Face, qui l’amène à l'Homme-Mystère.
Batman retrouve l'Homme-Mystère et le confronte. Ce dernier, qui détient désormais le Dr Meridian et Robin, met Batman face à un dilemme : sauver l'amour de Bruce ou le jeune équipier du chevalier noir. À l'aide d'un batarang, Batman détruit le réservoir contenant la matière grise des habitants de Gotham, détruisant le repaire de l'Homme-Mystère par la même occasion, ce qui aura pour conséquence la fuite de Double face et l'absorption par l'Homme-Mystère de l'intelligence de tous les utilisateurs de la boîte d'un seul coup. Ce dernier, bien que choqué, parvient quand même à mettre le docteur et Robin face à un piège mortel dont Batman parvient à les extirper.
Double-Face les retrouve et tente de tuer Batman, mais ce dernier lui rappelle que, conformément à son habitude, il doit tirer à pile ou face pour décider du sort de sa victime. Alors que Double-Face jette sa pièce en l'air, Batman, se rappelant du conseil de Chase à propos de la faiblesse de Double-Face durant leur conversation près du Bat-Signal, jette d'autres pièces, ce qui empêche Double-Face de savoir quelle pièce est la sienne. Confus, ce dernier perd l'équilibre et fait une chute mortelle dans le bassin en bas du bâtiment. L'Homme-Mystère, neutralisé et souffrant, est placé à l'asile d'Arkham, où il est persuadé d'être Batman. Bruce continue quant à lui ses activités de justicier, avec désormais Robin à ses côtés.

## Fiche technique
Sauf indication contraire, les informations mentionnées dans cette section peuvent être confirmées par les bases de données cinématographiques IMDb et Allociné,  présentes dans la section « Liens externes ».
- Titre original et français : Batman Forever
- Titre québécois : Batman à jamais[5]
- Réalisation : Joel Schumacher
- Scénario : Akiva Goldsman, Lee Batchler et Janet Scott Batchler, d'après une histoire de Lee Batchler et Janet Scott Batchler, d'après le personnage Batman créé par Bob Kane
- Musique : Elliot Goldenthal
- Direction artistique : Christopher Burian-Mohr et Joseph P. Lucky
- Décors : Barbara Ling
- Costumes : Bob Ringwood et Ingrid Ferrin
- Photographie : Stephen Goldblatt
- Son : Donald O. Mitchell, Michael Herbick, Frank A. Montaño, Michael Babcock, John Leveque
- Montage : Mark Stevens et Dennis Virkler
- Production : Tim Burton et Peter MacGregor-Scott
  - Production déléguée : Benjamin Melniker et Michael E. Uslan
  - Production associée : Mitchell E. Dauterive
  - Coproduction : Kevin J. Messick
- Sociétés de production[6] : 
  - États-Unis : Warner Bros.
  - Royaume-Uni : produit en association avec PolyGram Filmed Entertainment
- Société de distribution : Warner Bros.
- Budget : 100 millions de $[1]
- Pays de production :  États-Unis,  Royaume-Uni
- Langue originale : anglais
- Format[7] : couleur (Technicolor) - 35 mm - 1,85:1 (Panavision) - son Dolby Digital | SDDS
- Genre : fantastique, action, aventures, thriller, super-héros
- Durée : 121 minutes
- Dates de sortie[8] :
  - États-Unis : 16 juin 1995 (sortie nationale) ; 8 octobre 1999 (Festival du film de Val Kilmer) ; 8 octobre 1999 (Arclight Cinema Story to Glory Screening) ; 31 août 2009 (Festival du film de super-héros de Crystal City)
  - Québec : 16 juin 1995[5]
  - Belgique : 28 juin 1995[9]
  - Royaume-Uni : 14 juillet 1995
  - France : 19 juillet 1995
- Classification[10] :
  - États-Unis : accord parental recommandé, film déconseillé aux moins de 13 ans (PG-13 - Parents Strongly Cautioned)[Note 1]
  - Royaume-Uni : interdit aux moins de 12 ans (12 - Suitable for 12 years and over)[11]
  - France : tous publics (conseillé à partir de 8 ans)[12],[13]
  - Belgique : tous publics (Alle Leeftijden)[9]
  - Québec : tous publics - déconseillé aux jeunes enfants (G - General Rating)[5]

## Distribution

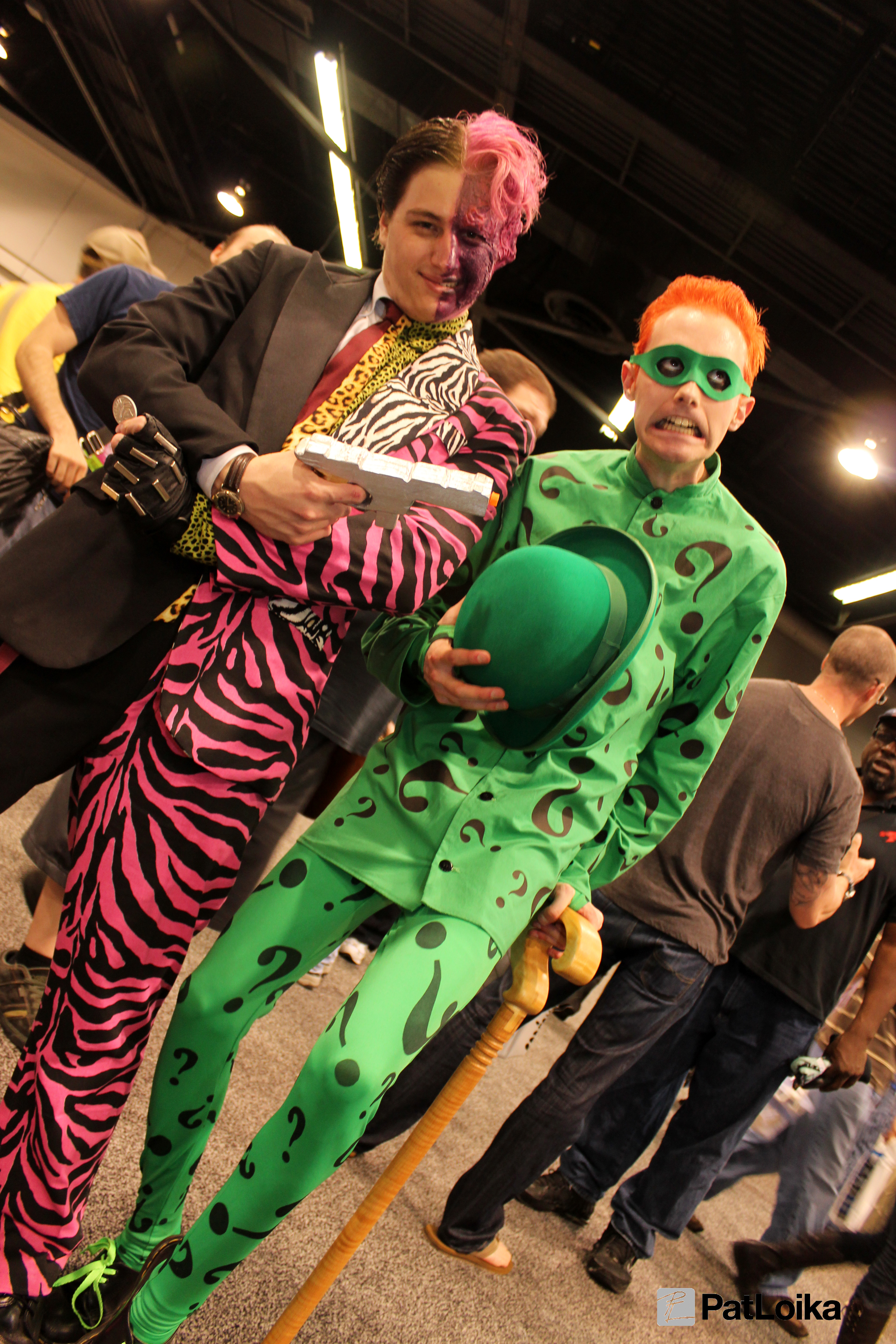
Cosplay de Double-Face et de l'Homme-Mystère tels qu'ils apparaissent dans le film.

- Val Kilmer (VF : Robert Guilmard ; VQ : Éric Gaudry) : Bruce Wayne / Batman
- Jim Carrey (VF : Vincent Violette[14] ; VQ : Pierre Auger) : Edward Nygma/ l'Homme-Mystère
- Tommy Lee Jones (VF : Claude Giraud ; VQ : Vincent Davy) : Harvey Dent / Double-Face
- Nicole Kidman (VF : Stéphanie Murat ; VQ : Élise Bertrand) : Dr. Chase Meridian
- Chris O'Donnell (VF : Pierre Tessier ; VQ : Stephan Cloutier) : Dick Grayson / Robin
- Michael Gough (VF : Jacques Ciron ; VQ : Michel Maillot) : Alfred Pennyworth
- Pat Hingle (VF : Yves Barsacq ; VQ : Yves Massicotte) : le commissaire James Gordon
- Drew Barrymore (VF : Kelvine Dumour ; VQ : Viviane Pacal) : Sugar
- Debi Mazar (VF : Natacha Muller) : Spice
- Elizabeth Sanders : Gossip Gerty, la journaliste bavarde
- René Auberjonois (VF : Philippe Peythieu) : Dr. Burton
- Ed Begley Jr. (VF : Jean-Pierre Leroux ; VQ : Daniel Roussel) : Fred Stickley (non crédité)
- Philip Moon : le présentateur TV
- Jessica Tuck (VF : Véronique Augereau) : la présentatrice TV
- Dennis Paladino : Salvatore Maroni
- Kimberly Scott (VF : Maïté Monceau ; VQ : Claudine Chatel) : Margaret, la secrétaire de Wayne Enterprises
- Michael Paul Chan : un cadre de Wayne Enterprises
- Jon Favreau : un assistant de Wayne Enterprises
- Greg Lauren : un assistant de Wayne Enterprises
- Ramsey Ellis : Bruce Wayne (jeune)
- David U. Hodges : Jack Napier
- Michael Scranton : Thomas Wayne
- Eileen Seeley : Martha Wayne
- Jack Betts : le pêcheur apparaissant en 3D
- Thomas Lance Jr. (VF : Pierre-François Pistorio ; VQ : François Godin) : Monsieur Loyal
- George Wallace : le maire de Gotham City
- Don Wilson : le chef du gang
  - Voix additionnelles : Gilbert Lévy

## Production

### Développement
Batman : Le Défi sort en 1992 et est un succès commercial et critique. Cependant, Warner Bros. est déçu des résultats au box-office, en dessous de ceux du premier film en 1989. De plus, le studio juge le film trop sombre et inadapté aux enfants et à un partenariat avec McDonald's. Un autre réalisateur est alors envisagé. Si les noms de Sam Raimi et John McTiernan sont évoqués, Tim Burton choisit Joel Schumacher. Le couple Lee et Janet Scott-Batchler est ensuite engagé pour écrire le script. Leur premier version de script inclut un Homme-mystère psychotique. Joel Schumacher explique qu'il voulait initialement adapter le comics Batman : Année Un de Frank Miller, ce qui enthousiasme Michael Keaton,. Mais Warner Bros. rejette cette idée de préquelle et veut une vraie suite. Akiva Goldsman, qui avait coécrit le précédent film de Joel Schumacher Le Client (1994), est chargé de réécrire le script. Il supprime les présences de l'Épouvantail et Catwoman. Tim Burton, qui est alors plus occupé par Ed Wood, expliquera être très décontenancé par les réunions de travail pour développer Batman Forever — un titre qu'il déteste.

### Attribution des rôles
Après les deux précédents films, Michael Keaton devait initialement reprendre son rôle et était encore sous contrat pour un autre film. Finalement, non satisfait de l'évolution du scénario, il refuse une proposition juteuse pour se consacrer à d'autres projets. Le studio décide alors de choisir un acteur plus jeune pour incarner Bruce Wayne. Le rôle est proposé à Ethan Hawke, qui refuse. L'acteur avouera plus tard avoir regretté cette décision. Joel Schumacher avait apprécié Val Kilmer dans Tombstone (1993), mais s'intéresse aussi à Keanu Reeves, Alec Baldwin, William Baldwin, Dean Cain, Tom Hanks, Kurt Russell, Daniel Day-Lewis, Ralph Fiennes ou encore Johnny Depp. Fan de Batman depuis l'enfance, Val Kilmer accepte sans même avoir lu le script ni savoir qui réalisera le film.
Le choix de Val Kilmer remet en cause celui de Rene Russo pour le rôle de Chase Meridian car le studio trouve qu'elle est plus âgée que Val Kilmer. Sandra Bullock, Robin Wright, Jeanne Tripplehorn ou encore Linda Hamilton sont envisagées, avant que Nicole Kidman soit engagée. Billy Dee Williams, qui incarnait Harvey Dent dans Batman, était partant pour revenir dans ce 3e film, Joel Schumacher préfère cependant engager Tommy Lee Jones, alors que d'autres acteurs Al Pacino, Clint Eastwood, Martin Sheen, Willem Dafoe, Nicolas Cage ou encore Robert De Niro avaient été envisagés. Dirigé par Joel Schumacher Le Client (1994), Tommy Lee Jones est d'abord réticent. Il finira par accepter en raison de l'insistance de son fils. Le rôle sera aussi proposé à Mel Gibson, qui préfère se concentrer sur Braveheart. Robin Williams sera aussi contacté pour incarner l'Homme-mystère, mais refusera,. En 2003, Joel Schumacher révèlera que Michael Jackson a fortement demandé à avoir le rôle, finalement attribué à Jim Carrey. Michael Gough et Pat Hingle sont les deux acteur des films la saga Batman de Tim Burton qui reprennent leur rôle par ailleurs Drew Barrymore avait auditionnées pour le rôle de Lydia Deetz dans Beetlejuice de Tim Burton.

### Tournage
Le tournage débute en septembre 1994. Il a lieu sur plusieurs plateaux des Warner Bros. Studios à Burbank en Californie. Des scènes sont également tournées dans d'autres lieux de la Californie : dans une raffinerie ARCO à Carson, sur l'Île d'Alcatraz, à Long Beach et à Los Angeles (Downtown Los Angeles, Pantages Theatre). Quelques scènes sont tournées au Corbett Hill Circle à Portland dans l'Oregon. Plusieurs localités de l'État de New York sont également utilisées : le quartier new-yorkais de Manhattan (Lower Manhattan et le pont de Manhattan) ainsi que Glen Cove à Long Island. Le tournage a également eu lieu à Tel Aviv-Jaffa en Israël.
Quelques années après la sortie du film, Joel Schumacher qualifiera Val Kilmer de « psychopathe », à la suite de la tension montante entre les deux hommes durant le tournage. Il confiera en 2019 que « le film a pâti du comportement de deux de ses comédiens principaux, Val Kilmer et Tommy Lee Jones ». En effet, le réalisateur raconte que « Tommy Lee Jones passait son temps à voler la vedette à Jim Carrey. Quant à Kilmer, il était excessivement tatillon et capricieux ». La mauvaise entente entre l'acteur et le réalisateur est la raison pour laquelle il ne reprendra pas son rôle pour Batman et Robin (1997).

## Musique
Danny Elfman cède sa place à Elliot Goldenthal, nommé aux Oscars pour son travail sur Entretien avec un vampire l'année précédente. L'album de la bande originale du film est commercialisé en 1995, sous le titre Batman Forever: Motion Picture Score Album.
Batman Forever: Original Music From The Motion Picture sort également en 1995, avec les chansons entendues durant le film.
Le premier single de la bande originale du film, Kiss from a Rose, du chanteur britannique Seal, est un succès en se classant à la 1re place des meilleures ventes de singles dans de nombreux pays, tout en se vendant à 8 millions d'exemplaires dans le monde. Il remporte 3 récompenses dont le Grammy Award de l'enregistrement de l'année, le Grammy Award de la chanson de l'année et le Grammy Award du meilleur chanteur pop.
Le groupe irlandais U2 interprète notamment la chanson Hold Me, Thrill Me, Kiss Me, Kill Me, qui a été un succès à la fois commercial et critique, se classant deuxième dans les charts britanniques.

## Accueil

### Accueil critique
Le film reçoit des critiques globalement négatives de la presse. Sur l'agrégateur américain Rotten Tomatoes, il récolte 41% d'opinions favorables pour 68 critiques et une note moyenne de 5,1⁄10. Le consensus critique du site est le suivant « Bruyant, excessivement chargé et souvent ennuyeux, Batman Forever a néanmoins le charisme de Jim Carrey et Tommy Lee Jones pour offrir un léger soulagement ». Sur Metacritic, il obtient une note moyenne de 54⁄100 pour 23 critiques.

### Box-office
Avec un budget de 100 000 000 $, le film engrange 184 069 126 $ de recettes aux États-Unis et au Canada (en 21 semaines d'exploitation) et un total de 336 567 158 $ dans le monde. Il est le 2e meilleur film du box-office 1995 au Canada et aux États-Unis, derrière Toy Story. En France, le film totalise 1 681 063 entrées, dont 310 991 à Paris. Il est le 15e meilleur film au box-office annuel français de 1995.
Batman Forever surpasse les 266 millions de dollars du précédent film Batman : Le Défi mais pas les 411 millions de Batman (1989).
| Pays ou région    | Box-office        | Date d'arrêt du box-office | Nombre de semaines |
| ----------------- | ----------------- | -------------------------- | ------------------ |
| États-Unis Canada | 184 069 126 $     | 9 novembre 1995            | 21                 |
| France            | 1 681 063 entrées | -                          | -                  |
| Total mondial     | 336 567 531 $     | -                          | -                  |

## Distinctions
Entre 1995 et 2006, le film Batman Forever a été sélectionné 36 fois dans diverses catégories et a remporté 10 récompenses,.

### Années 1990
| Années | Cérémonie ou récompense                                                        | Catégorie / Récompense                                                        | Nommé(es) / Lauréat(es)                                                                                | Résultat   |
| ------ | ------------------------------------------------------------------------------ | ----------------------------------------------------------------------------- | --- | ---------- |
| 1995   | Communauté du circuit des récompenses (Awards Circuit Community Awards (ACCA)) | Meilleur maquillage et coiffure                                               | Batman Forever                                                                                         | Nomination |
| 1995   | Communauté du circuit des récompenses (Awards Circuit Community Awards (ACCA)) | Meilleurs effets visuels                                                      | Batman Forever                                                                                         | Nomination |
| 1995   | Éditeurs de sons de films                                                      | Meilleur montage sonore - Effets sonores et bruitages dans un long métrage    | Richard E. Yawn                                                                                        | Nomination |
| 1995   | The Stinkers Bad Movie Awards                                                  | Pire suite                                                                    | Tim Burton et Peter Macgregor-Scott                                                                    | Nomination |
| 1995   | Magazine Sci-Fi-Universe (Sci-Fi Universe Magazine)                            | Prix du choix du lecteur du Meilleur film fantastique                         | Batman Forever                                                                                         | Lauréat    |
| 1995   | Magazine Sci-Fi-Universe (Sci-Fi Universe Magazine)                            | Prix du choix du lecteur de la Meilleure musique de film                      | Elliot Goldenthal                                                                                      | Lauréat    |
| 1995   | MTV Video Music Awards                                                         | VMA de la vidéo de l'année                                                    | Seal - Kiss from a Rose                                                                                | Lauréat    |
| 1995   | MTV Video Music Awards                                                         | Vidéo de l'année                                                              | Groupe U2 - Hold Me, Thrill Me, Kiss Me, Kill Me                                                       | Nomination |
| 1995   | Prix Californien des régisseurs (California on Location Awards)                | COLA de la Meilleure société de production / Équipe sur place de l'année      | Batman Forever                                                                                         | Lauréat    |
| 1996   | Académie des films de science-fiction, fantastique et d'horreur - Prix Saturn  | Meilleur film fantastique                                                     | Batman Forever                                                                                         | Nomination |
| 1996   | Académie des films de science-fiction, fantastique et d'horreur - Prix Saturn  | Meilleurs costumes                                                            | Bob Ringwood et Ingrid Ferrin                                                                          | Nomination |
| 1996   | Académie des films de science-fiction, fantastique et d'horreur - Prix Saturn  | Meilleur maquillage                                                           | Rick Baker, Ve Neill et Yolanda Toussieng                                                              | Nomination |
| 1996   | Académie des films de science-fiction, fantastique et d'horreur - Prix Saturn  | Meilleurs effets spéciaux                                                     | John Dykstra, Andrew Adamson, Thomas L. Fisher et Eric Durst                                           | Nomination |
| 1996   | Brit Awards                                                                    | Brit de la Meilleure bande originale de film                                  | Batman Forever                                                                                         | Lauréat    |
| 1996   | Golden Globes                                                                  | Meilleure chanson originale                                                   | Adam Clayton, The Edge, Bono et Larry Mullen Junior (Groupe U2 - Hold Me, Thrill Me, Kiss Me, Kill Me) | Nomination |
| 1996   | MTV Movie & TV Awards                                                          | Femme la plus désirable                                                       | Nicole Kidman                                                                                          | Nomination |
| 1996   | MTV Movie & TV Awards                                                          | Homme le plus désirable                                                       | Val Kilmer                                                                                             | Nomination |
| 1996   | MTV Movie & TV Awards                                                          | Meilleur méchant                                                              | Jim Carrey                                                                                             | Nomination |
| 1996   | MTV Movie & TV Awards                                                          | Meilleur méchant                                                              | Tommy Lee Jones                                                                                        | Nomination |
| 1996   | MTV Movie & TV Awards                                                          | Meilleure chanson d'un film                                                   | Seal - Kiss from a Rose                                                                                | Nomination |
| 1996   | MTV Movie & TV Awards                                                          | Meilleure chanson d'un film                                                   | Groupe U2 - Hold Me, Thrill Me, Kiss Me, Kill Me                                                       | Nomination |
| 1996   | Oscars                                                                         | Meilleure photographie                                                        | Stephen Goldblatt                                                                                      | Nomination |
| 1996   | Oscars                                                                         | Meilleur son                                                                  | Donald O. Mitchell, Petur Hliddal, Frank A. Montaño, Michael Herbick                                   | Nomination |
| 1996   | Oscars                                                                         | Meilleur montage sonore                                                       | Bruce Stambler et John Leveque                                                                         | Nomination |
| 1996   | Prix BMI du cinéma et de la télévision                                         | Chanson la plus interprétée d'un film                                         | Seal - Kiss from a Rose                                                                                | Lauréat    |
| 1996   | Prix du choix des enfants                                                      | Prix Blimp de l'acteur de cinéma préféré                                      | Jim Carrey                                                                                             | Lauréat    |
| 1996   | Prix du choix des enfants                                                      | Film préféré                                                                  | Batman Forever                                                                                         | Nomination |
| 1996   | Prix du choix des enfants                                                      | Actrice de cinéma préférée                                                    | Nicole Kidman                                                                                          | Nomination |
| 1996   | Prix du divertissement à succès                                                | Prix de la meilleure actrice dans un film d’action/aventure                   | Nicole Kidman                                                                                          | Lauréat    |
| 1996   | Prix Grammy                                                                    | Meilleure composition instrumentale écrite pour un film ou pour la télévision | Elliot Goldenthal                                                                                      | Nomination |
| 1996   | Prix Razzie                                                                    | Pire chanson originale                                                        | Bono - Hold Me, Thrill Me, Kiss Me, Kill Me                                                            | Nomination |
| 1996   | Société américaine des cinéastes                                               | Meilleure réalisation cinématographique                                       | Stephen Goldblatt                                                                                      | Nomination |
| 1996   | Société Américaine des Compositeurs, Auteurs et Éditeurs de Musique (ASCAP)    | Prix ASCAP du Meilleur film au box-office                                     | Elliot Goldenthal                                                                                      | Lauréat    |
| 1996   | Société Américaine des Compositeurs, Auteurs et Éditeurs de Musique (ASCAP)    | Prix ASCAP de la chanson les plus jouées de films cinématographiques          | Adam Clayton, The Edge, Bono et Larry Mullen Junior (Groupe U2 - Hold Me, Thrill Me, Kiss Me, Kill Me) | Lauréat    |

### Années 2000
| Années | Cérémonie ou récompense                                                       | Catégorie / Récompense            | Nommé(es) / Lauréat(es)                          | Résultat   |
| ------ | ----------------------------------------------------------------------------- | --------------------------------- | ------------------------------------------------ | ---------- |
| 2005   | Prix Schmoes d'or (Golden Schmoes Awards)                                     | Meilleur DVD / Blu-Ray de l'année | Batman Anthology: 1989-1997                      | Nomination |
| 2006   | Académie des films de science-fiction, fantastique et d'horreur - Prix Saturn | Meilleure collection DVD          | Batman: The Motion Picture Anthology (1989-1997) | Nomination |

## Éditions en vidéo
En 2019, pour les 80 ans de la création du personnage de Batman, Warner édite un coffret comprenant tous les films Batman sortis entre 1989 et 1997, tous en 4K. Le coffret comprend donc Batman, Batman : Le Défi, Batman Forever et Batman et Robin.

## Clin d'œil
Le costume de scène porté par les Grayson lors de leur spectacle est un clin d'œil au costume original de Robin des comics. La combinaison que porte Robin à la fin du film s'inspire quant à elle plus de la tenue d'un autre Robin, Tim Drake. Il est en effet plus sombre et ses jambes sont entièrement recouvertes, là où le Robin original portait plutôt un short. Son costume dans le film suivant, Batman et Robin, évoquera celui de Nightwing.